# Episodi di Arcibaldo (quarta stagione)

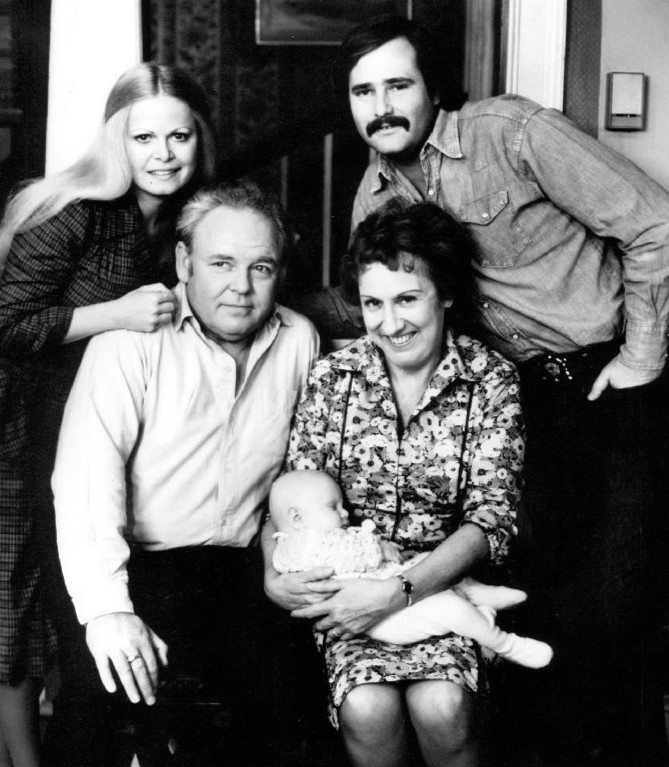
The Bunkers & gli Stivics: in piedi, Gloria (Sally Struthers) e Michael (Rob Reiner); seduti, Archie (Carroll O'Connor) e Edith (Jean Stapleton) con il piccolo Joey.

La quarta stagione della serie televisiva Arcibaldo è stata trasmessa negli Stati Uniti d'America dal 15 settembre 1973 al 16 marzo 1974 sulla CBS, posizionandosi al 1º posto nei rating Nielsen di fine anno con il 31,2% di penetrazione.
In Italia la stagione è andata in onda nel 1984 su Canale 5.
| nº | Titolo originale                         | Titolo italiano                                  | Prima TV USA      | Prima TV Italia |
| -- | ---------------------------------------- | ------------------------------------------------ | ----------------- | --------------- |
| 1  | We're Having a Heat Wave                 | Ci sarà un'ondata di calore                      | 15 settembre 1973 | 1984            |
| 2  | We're Still Having a Heat Wave           | C'è ancora un'ondata di calore                   | 23 settembre 1973 | 1984            |
| 3  | Edith Finds an Old Man                   | Edith scopre un vecchio uomo                     | 29 settembre 1973 | 1984            |
| 4  | Archie and the Kiss                      | Archie e i baci                                  | 6 ottobre 1973    | 1984            |
| 5  | Archie the Gambler                       | Archie, il giocatore d'azzardo                   | 13 ottobre 1973   | 1984            |
| 6  | Henry's Farewell                         | Addio Henry                                      | 20 ottobre 1973   | 1984            |
| 7  | Archie and the Computer                  | Archie e il computer                             | 27 ottobre 1973   | 1984            |
| 8  | The Games Bunkers Play                   | Il gioco dei Bunker                              | 3 novembre 1973   | 1984            |
| 9  | Edith's Conversion                       | La conversione di Edith                          | 10 novembre 1973  | 1984            |
| 10 | Archie in the Cellar                     | Archie in cantina                                | 17 novembre 1973  | 1984            |
| 11 | Black is the Color of My True Love's Wig | Il nero è il colore della parrucca del mio amore | 24 novembre 1973  | 1984            |
| 12 | Second Honeymoon                         | La seconda luna di miele                         | 1º dicembre 1973  | 1984            |
| 13 | The Taxi Caper                           | Il Taxi Caper                                    | 8 dicembre 1973   | 1984            |
| 14 | Archie is Cursed                         | Archie il maledetto                              | 15 dicembre 1973  | 1984            |
| 15 | Edith's Christmas Story                  | La storia di Natale di Edith                     | 22 dicembre 1973  | 1984            |
| 16 | Mike and Gloria Mix it Up                | Mike e Gloria zapping                            | 5 gennaio 1974    | 1984            |
| 17 | Archie Feels Left Out                    | Archie si sente tagliato fuori                   | 12 gennaio 1974   | 1984            |
| 19 | Et Tu, Archie                            | Et Tu, Archie                                    | 26 gennaio 1974   | 1984            |
| 19 | Gloria's Boyfriend                       | Il ragazzo di Gloria                             | 2 febbraio 1974   | 1984            |
| 20 | Lionel's Engagement                      | L'ingaggio di Lionel                             | 9 febbraio 1974   | 1984            |
| 21 | Archie Eats and Runs                     | Archie mangia e corre                            | 16 febbraio 1974  | 1984            |
| 22 | Gloria Sings the Blues                   | Gloria canta il Blues                            | 2 marzo 1974      | 1984            |
| 23 | Pay the Twenty Dollars                   | Pagare i venti dollari                           | 9 marzo 1974      | 1984            |
| 24 | Mike's Graduation                        | La laurea di Mike                                | 16 marzo 1974     | 1984            |